# Jemníky
Jemníky è un comune della Repubblica Ceca facente parte del distretto di Kladno, in Boemia Centrale.
Diede i natali al compositore Georg Druschetzky.